# Aspalathus heterophylla
Aspalathus heterophylla är en ärtväxtart som beskrevs av Carl von Linné d.y.. Aspalathus heterophylla ingår i släktet Aspalathus och familjen ärtväxter.

## Underarter
Arten delas in i följande underarter:
- A. h. heterophylla
- A. h. lagopus
- A. h. lotoides